# クルト・タンク
クルト・ヴァルデマー・タンク（ドイツ語: Kurt Waldemar Tank, 1898年2月24日 - 1983年6月5日）は、創意に富んだドイツ人航空エンジニア、テストパイロットであり、1931年から1945年までフォッケウルフ社の設計部門を指揮した。Fw 190戦闘機をはじめ、第二次世界大戦における重要な航空機を設計した。

## 経歴

### 大学卒業まで
帝政ドイツのプロイセンの都市ブロンベルク（現ポーランド領のブィドゴシュチュ）に生まれる。17歳（16歳説あり）の時に第一次世界大戦に出征、父親の影響で騎兵となる。花形の航空隊に入らなかったのは、彼の才能を惜しんだ連隊長が転属を許可しなかったためと言われている。また、前線でも物理と数学の参考書を手放さず、暇があれば読んでいたといわれ、出征中に大学受験資格を取得している。
第一次大戦では2度の負傷と引き換えに勲章を2個貰った後、復員した。復員後、タンクは日本の工科大学に相当するベルリン工業学校に入学したが、当初の専攻は電気工学であった。第一志望の航空工学を専攻しなかったのは、第一次大戦の敗戦によりドイツ国内で航空機の研究、開発、生産が禁止されていた関係で、講義そのものが閉鎖されていたためである。しかし、大学4年の時に飛行力学の講義が再開され、ようやく念願を果たすことができた。
在学中、タンクはグライダー研究会で、自ら設計、製作、飛行を体験しているが、その後、飛行機操縦熱が高じて、ベルリン・シュターケンの民間飛行学校で小型機の免許を取得している。
最前線の兵士としての過酷な体験、大学時代に専攻した電気工学、課外活動として熱中したグライダー製作、そしてパイロットという彼の特異な経歴は、後にフォッケウルフ社でFw190の成功に生かされることになる。
大学卒業後は機械力学のウェーバー教授の推薦により、飛行艇専門のメーカーのロールバッハ金属飛行機に入社した。ロールバッハ社は、全金属製飛行艇では当時の最先端を行っていた。

### 戦間期

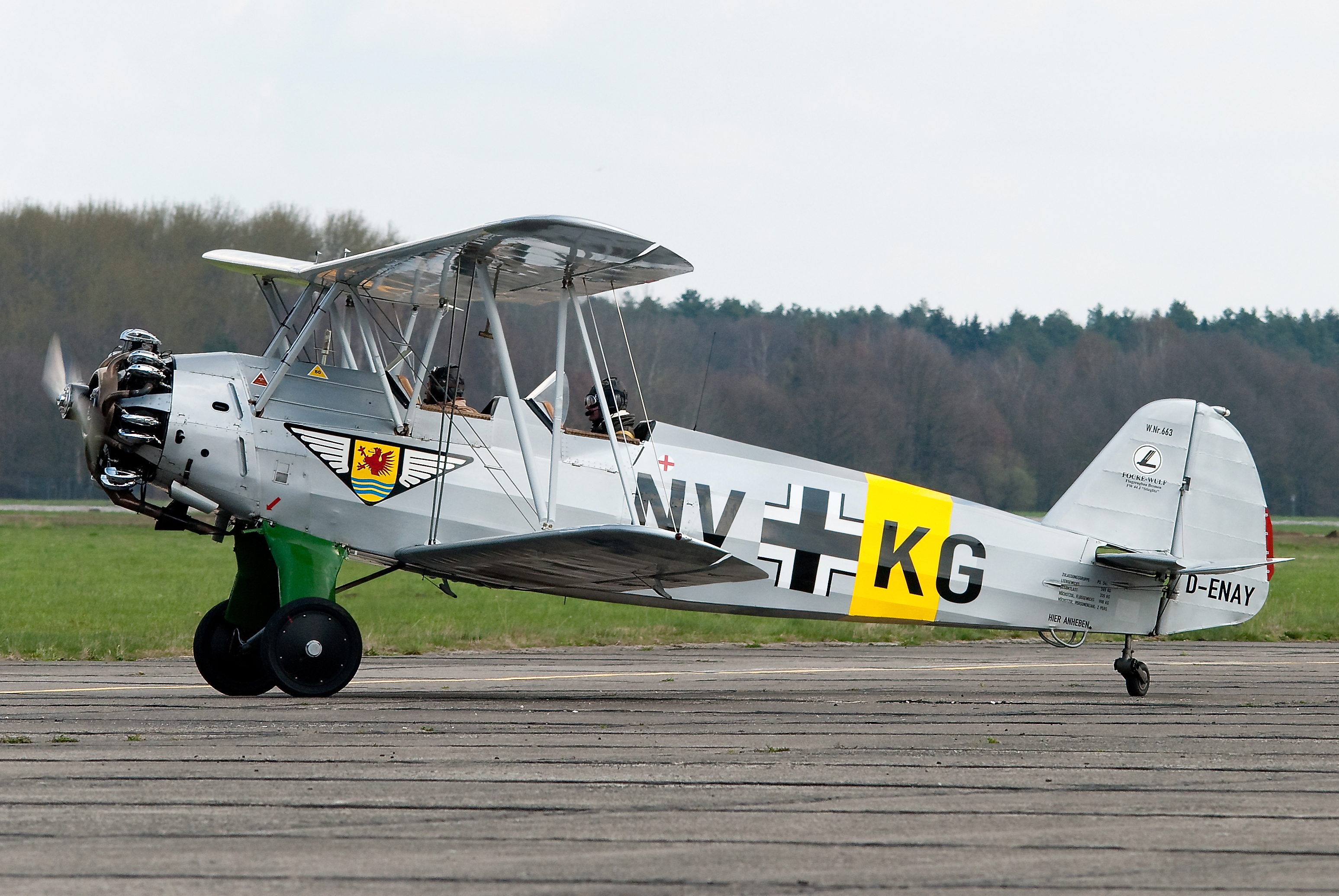
フォッケウルフ Fw 44

ロールバッハには4年間在籍したが、やがて飛行艇の将来に見切りをつけ、1929年に31歳で退職した。その後、1930年にバイエルン発動機製造株式会社（BMW）へ転職した。転職先のBMWで設計主任となるものの、同社は副支配人ウィリー・メッサーシュミットが設計した航空機の度重なる墜落事故によって1年半後に倒産した。
1933年11月、33歳の時、フォッケウルフ社に技術部長として採用された。タンクは、ここで幾多の名機を生み出すことになる。
フォッケウルフは、ハインリヒ・フォッケとゲオルク・ヴルフが創業した中規模メーカーであったが、ヴルフはテスト飛行中に事故死、残ったフォッケはナチス政権の干渉に嫌気がさし、新たにフォッケ・アハゲリス研究所を創ってヘリコプターの開発に熱中していたため、フォッケウルフ社の航空機開発は、自然とタンクの双肩にかかることになった。
1931年にナチスの企業再編政策により、フォッケウルフ社はアルバトロス社と合併した。合併後、タンクは複葉スポーツ機Fw 44 「シュティークリッツ」 （ゴシキヒワの意）の設計に着手した。本機は1934年に飛行し、フォッケウルフ社で初めて商業的に成功した機体となった。この成功は、ナチス・ドイツの戦争準備と歩調を合わせて会社に急激な成長をもたらした。

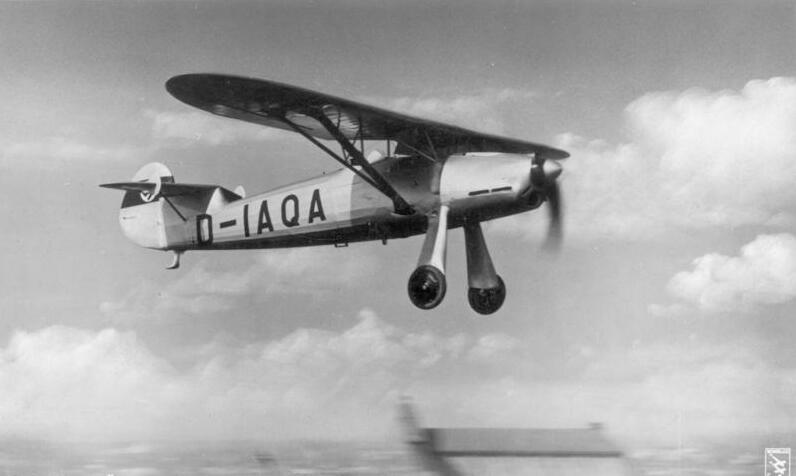
フォッケウルフ FW 56

さらに、1933年には、パラソル翼の単座高等練習機であるFw 56 「シュテッサー 」（オオタカの意）を開発した。Fw 56は、性能の良さを買われてドイツ空軍に採用された。
1933年、ドイツ空軍は、次期主力戦闘機の競作を発表し、タンク率いるフォッケウルフ社は、Fw 56を母体にしたFw 159で応募した。Fw 159は、全金属性モノコック構造、液冷エンジン、引き込み脚装備ではあったが、時代遅れのパラソル翼であったため最新の低翼単葉機にかなうはずもなく、一次審査で敗退してしまった。

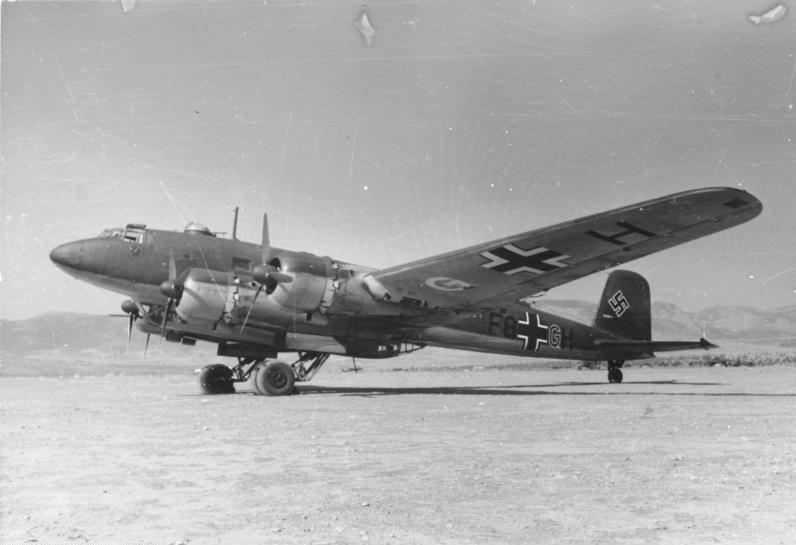
フォッケウルフ Fw 200

苦しくなった会社の経営を立て直すため、タンクは1936年の春頃からFw200 「コンドル」4発旅客機の計画に取り掛かった。Fw 200は、翼幅33 m、翼面積118 m2、全備重量17,250 kgで当時としては、画期的な大型高性能機であった。練習機しか作っていないフォッケウルフ社に、いきなり4発機を作らせることについては、発注元のルフトハンザの中からも異論が出たが、タンクはそれを説得して開発に漕ぎ着けた。
1937年7月　Fw 200は初飛行に成功した。Fw 200開発中に、タンクは4発機の機長のライセンスまで取得している。1938年11月28日、ベルリンのテンペルホーフ空港を飛び立ったFw200（D-ACON）は、42時間18分で日本の
立川飛行場に到着し、長距離連絡飛行記録を打ち立てた。

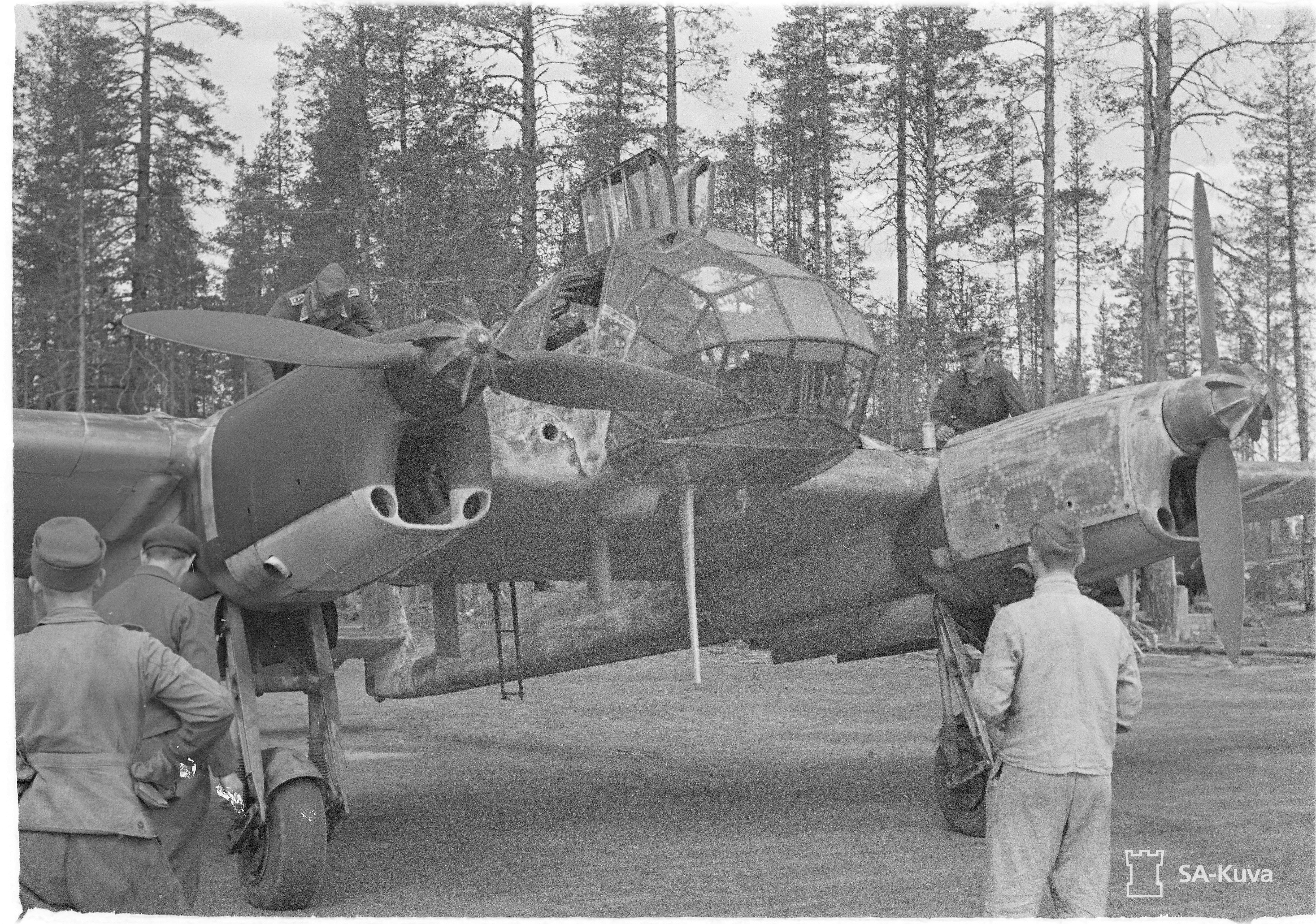
フォッケウルフ Fw 189A-3

同じ頃、タンクは空軍の直協偵察機の受注を巡ってブルーム・ウント・フォスと争ったが、ブルーム・ウント・フォスが左右非対称の異形機BV 141で応募したのに対して、タンクはオーソドックスな機体で応募し、Fw 189 「ウーフー」 （ワシミミズクの意）が採用された。Fw 200とFw 189の成功により、フォッケウルフ社の経営は軌道に乗ることができた。
一方、1936年の冬頃から開発計画をスタートさせた双発重戦闘機Fw 187 「ファルケ」（鷹の意）」は、Fw 159の失敗から、タンクが戦闘機の本質を学び取った、Fw 190の前身ともいうべき機体である。「速度」、「上昇力」、「火力」に優れ、ライバルとなった双発戦闘機であるメッサーシュミット Bf 110はもちろん、単座のメッサーシュミット Bf 109をも凌ぐ高性能を示したが、高価な双発機よりも安価な単発機をそろえるという空軍側の方針変更によって、量産されないまま終わってしまった。

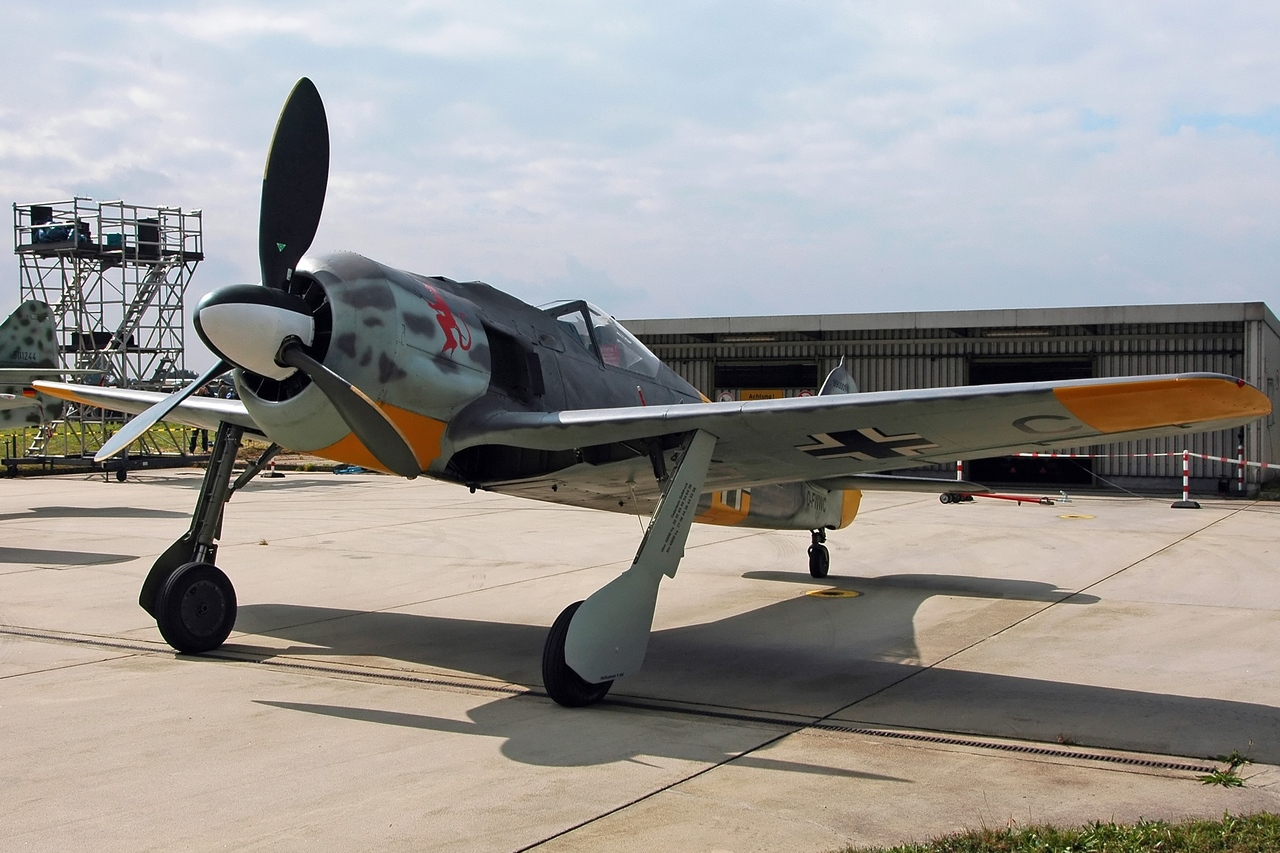
フォッケウルフ Fw 190A-8

1937年秋、操縦が難しく着陸事故も多発していた主力戦闘機のBf 109一本で戦争を継続することに不安を覚えた空軍省は、フォッケウルフ社にバックアップ戦闘機の開発を打診してきた。この時、タンクは39歳、実戦経験を持った飛行機設計者兼テストパイロットという特異な経歴が、このプロジェクトに結実することになる。

### 第二次世界大戦期

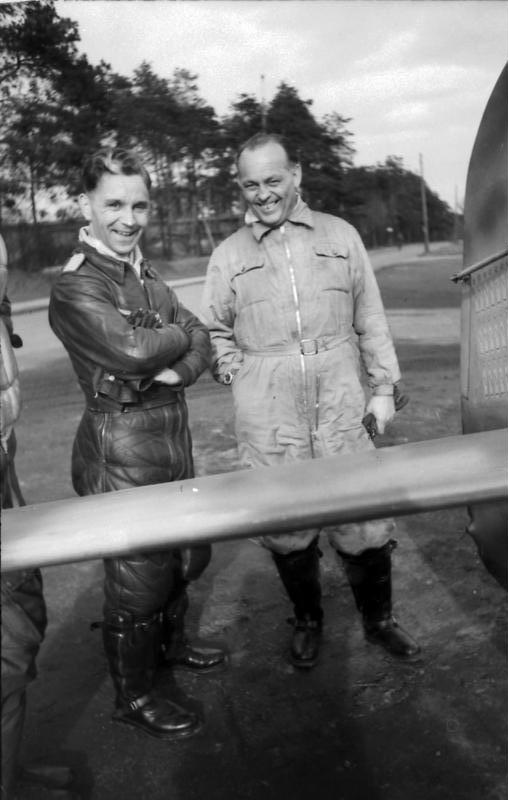
ギュンター・シュペヒト(左)とタンク(右)(1944年)

1939年から1945年まで製造されたFw190 「ヴュルガー（モズ）」は、第二次世界大戦中を通じてドイツ空軍の主力の単座戦闘機であった。航空機開発への貢献が認められ、1943年1月にブラウンシュヴァイク技術学校の名誉教授の名と校長の席が与えられた。
また、フォッケウルフ社に在籍のまま、自分が開発した飛行機に、姓の略号であるTaを付けることができるようになった。

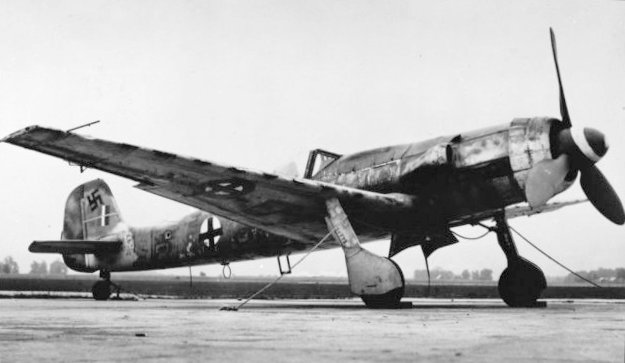
フォッケウルフ Ta152H

その最初の作品が、液冷エンジン搭載型であるFw190Dをベースとして開発された高々度戦闘機Ta152である。Ta 152は、大翼面荷重、大アスペクト比というタンクの持論が明確なデザインで表現されている。
タンクがベルリン南部のコトブスで開かれる会議に出席するためにTa152を自ら操縦している時、2機のP-51 「マスタング」と遭遇したことがあった。民間人として自分の乗る飛行機には武装をしないことにしていたタンクは、水メタノール噴射システムを作動させてそのままスピードを上げて飛び去ったというエピソードが残っている。

### 第二次世界大戦後

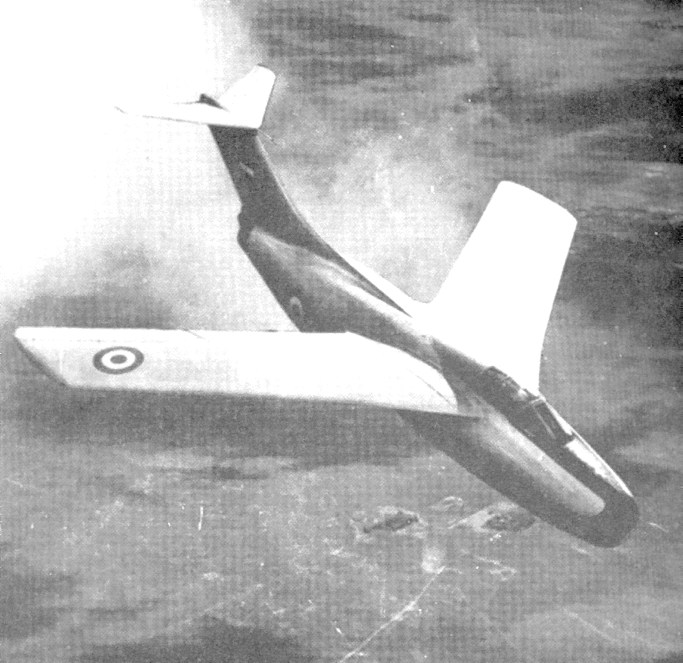
IAe プルキ II

戦後、多くのドイツ人技術者と同様に、クルト・タンクは専門家としての活躍の場をラテン・アメリカに求めた。アルゼンチン政府から提供された仕事を請けた彼は、1947年に同僚らとともにコルドバの航空技術研究所 (Instituto Aerotécnico) に移った。航空技術研究所は後に軍用機製造工廠 (the Fábrica Militar de Aviones) となった。ここで彼は、大戦終結時に実物大模型（モックアップ）製作まで進んでいたジェット戦闘機Ta183の設計を基に、IAe プルキ II (IAe Pulqui II) を設計した。IAe プルキ II は、ロールスロイス・ニーン・エンジン装備で、主翼は40度の後退角を持ち、20 mm機関砲4門装備という当時でも一流のスペックを持つジェット戦闘機であり、1950年6月27日に初飛行した。IAe プルキ II は空中での飛行特性に関しては期待通りの性能を発揮したものの、離着陸性能に重大な欠陥を有しており、老練なテストパイロットをして着陸時に脚を折損する事故を数度起こしている。これに怒ったタンクは（この時タンクは52歳であった）2回目の試験飛行で自ら操縦桿を握ったものの、着陸時の欠陥を認めざるを得なかった。その改修に時間を要しているうちにアルゼンチンの経済危機により開発は1953年に打ち切られた。フアン・ペロン大統領が権力の座から降りた1955年、かつてのフォッケウルフチームは離散し、その多くはアメリカ合衆国へ移った。

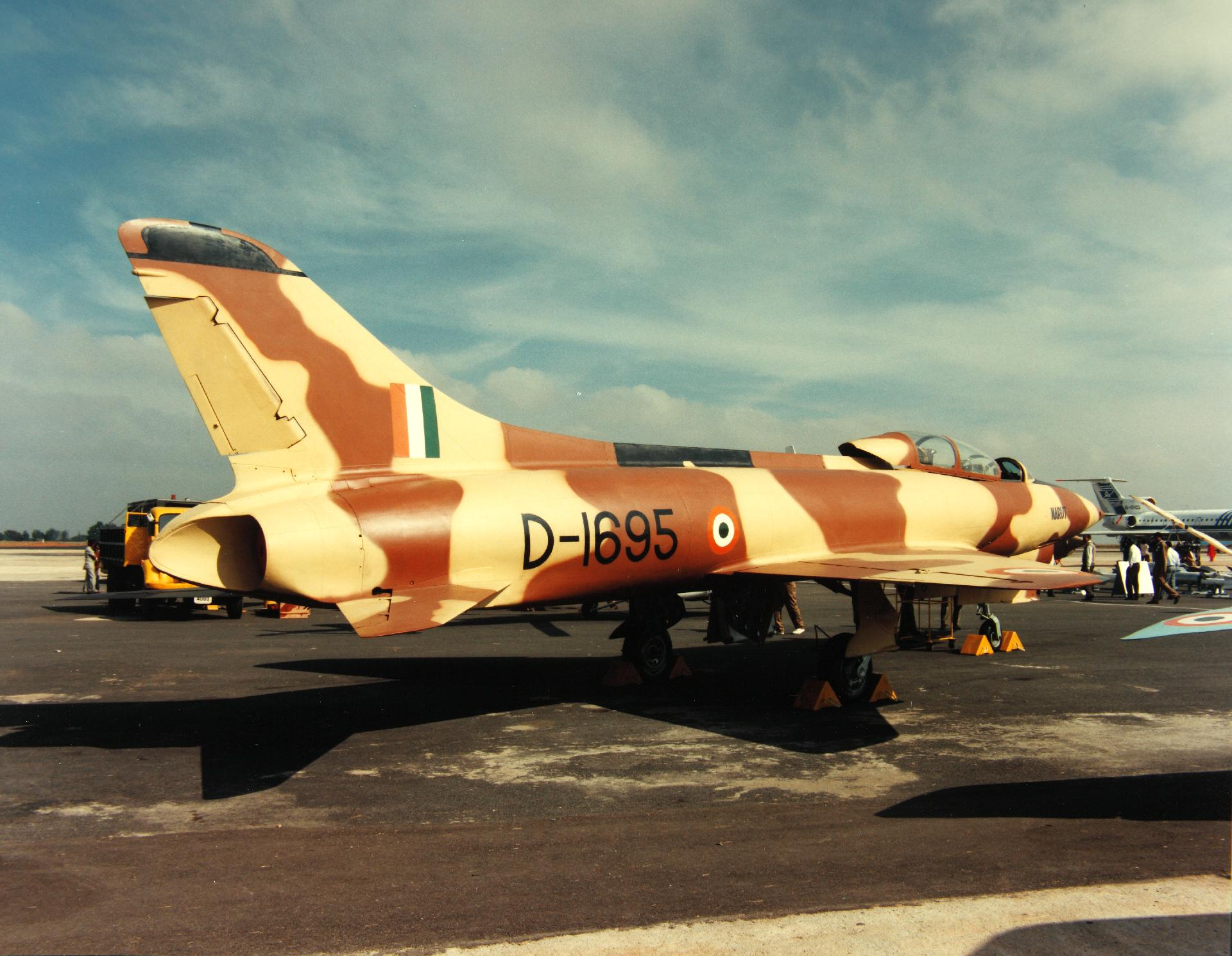
HF-24

その後インドに渡ったタンクは、インドで初めて製造された軍用機となるHF-24 マルート (Hindustan Marut) をヒンドスタン航空機 (Hindustan Aeronautics) のために設計した。原型機は1961年6月17日に初飛行した。エンジン出力の不足によって予定した性能は達しなかったものの、胴体設計にエリアルールを取り入れ、エアインテークにはショック・コーンを付加するなど、当時のマッハ2級戦闘機と比べても遜色ない設計を行っており、タンクが最新技術の導入にも余念がなかった事を示している。ちなみにエリアルールを取り入れた設計については、工場を見学に訪れた当時のネルー首相が、機体のくびれが気になって質問した所、タンク自身が「コカ・コーラ型とも呼ばれる最新の設計です」と解説したという逸話がある。この機体は1985年に第一線を退いた。
1970年代にタンクはベルリンに戻り、ドイツを本拠として残りの人生を送った。